# Fußball-Weltmeisterschaft der Frauen 2023/Gruppe E
| Pl. | Land        | Sp. | S | U | N | Tore    | Diff. | Punkte |
| --- | ----------- | --- | - | - | - | ------- | ----- | ------ |
| 1.  | Niederlande | 3   | 2 | 1 | 0 | 009:100 | +8    | 07     |
| 2.  | USA         | 3   | 1 | 2 | 0 | 004:100 | +3    | 05     |
| 3.  | Portugal    | 3   | 1 | 1 | 1 | 002:100 | +1    | 04     |
| 4.  | Vietnam     | 3   | 0 | 0 | 3 | 000:140 | −14   | 0      |

Gruppe E der Fußball-Weltmeisterschaft der Frauen 2023:

## USA – Vietnam 3:0 (2:0)
| USA                                                            | USA | Vietnam | Vietnam |
| -------------------------------------------------------------- | --- | --- | ------- |
| Vereinigte Staaten                                             | \| 1. Spieltag \| \| 22. Juli um 13:00 Uhr (03:00 Uhr MESZ) in Auckland (Eden Park) \| \| Zuschauer: 41.107 \| \| Schiedsrichterin: Bouchra Karboubi ( Marokko) 1 \| \| Spielbericht \| | \| 1. Spieltag \| \| 22. Juli um 13:00 Uhr (03:00 Uhr MESZ) in Auckland (Eden Park) \| \| Zuschauer: 41.107 \| \| Schiedsrichterin: Bouchra Karboubi ( Marokko) 1 \| \| Spielbericht \| | Vietnam |
| Vereinigte Staaten                                             | Alyssa Naeher – Emily Fox (84. Sofia Huerta), Julie Ertz, Naomi Girma, Crystal Dunn (84. Kelley O’Hara) – Savannah DeMelo (61. Rose Lavelle), Andi Sullivan, Lindsey Horan – Trinity Rodman (76. Alyssa Thompson), Alex Morgan (61. Megan Rapinoe), Sophia Smith Cheftrainer: Vlatko Andonovski | Trần Thị Kim Thanh – Trần Thị Thu Thảo, Lương Thị Thu Thương (61. Chương Thị Kiều), Lê Thị Diễm My, Trần Thị Thu, Hoàng Thị Loan – Nguyễn Thị Bích Thùy (61. Nguyễn Thị Mỹ Anh), Trần Thị Hải Linh (89. Dương Thị Vân), Thái Thị Thảo, Nguyễn Thị Tuyết Dung (46. Ngân Thị Vạn Sự) – Huỳnh Như (76. Phạm Hải Yến) Cheftrainer: Mai Đức Chung | Vietnam |
| Vereinigte Staaten                                             | 1:0 Smith (14.) 2:0 Smith (45.+7') 3:0 Horan (77.) | | Vietnam |
| Vereinigte Staaten                                             | Horan (56.) | Huỳnh (76.) | Vietnam |
| Vereinigte Staaten                                             | Trần hält Foulelfmeter von Morgan. (44.) 200. Länderspiel von Megan Rapinoe | | Vietnam |
| Vereinigte Staaten                                             | Spieler des Spiels: Sophia Smith (USA) | | Vietnam |
| 1. Spieltag                                                    | | |         |
| 22. Juli um 13:00 Uhr (03:00 Uhr MESZ) in Auckland (Eden Park) | | |         |
| Zuschauer: 41.107                                              | | |         |
| Schiedsrichterin: Bouchra Karboubi ( Marokko) 1                | | |         |
| Spielbericht                                                   | | |         |

## Niederlande – Portugal 1:0 (1:0)
| Niederlande                                                              | Niederlande | Portugal | Portugal |
| ------------------------------------------------------------------------ | --- | --- | -------- |
| Niederlande                                                              | \| 1. Spieltag \| \| 23. Juli um 19:30 Uhr (09:30 Uhr MESZ) in Dunedin (Forsyth Barr Stadium) \| \| Zuschauer: 11.991 \| \| Schiedsrichterin: Kateryna Monsul ( Ukraine) 2 \| \| Spielbericht \| | \| 1. Spieltag \| \| 23. Juli um 19:30 Uhr (09:30 Uhr MESZ) in Dunedin (Forsyth Barr Stadium) \| \| Zuschauer: 11.991 \| \| Schiedsrichterin: Kateryna Monsul ( Ukraine) 2 \| \| Spielbericht \|                                                                        | Portugal |
| Niederlande                                                              | Daphne van Domselaar – Sherida Spitse , Stefanie van der Gragt, Dominique Janssen – Jackie Groenen, Victoria Pelova (90.+4' Kerstin Casparij), Jill Roord, Daniëlle van de Donk (80. Damaris Egurrola), Esmee Brugts – Lineth Beerensteyn (87. Katja Snoeijs), Lieke Martens Cheftrainer: Andries Jonker | Inês Pereira – Ana Borges, Carole, Diana Gomes, Catarina Amado (78. Lúcia Alves) – Tatiana Pinto, Dolores Silva (67. Kika Nazareth), Fátima Pinto, Andreia Norton (78. Andreia Jacinto) – Jéssica Silva, Diana Silva (78. Telma Encarnação) Cheftrainer: Francisco Neto | Portugal |
| Niederlande                                                              | 1:0 van der Gragt (13.) | | Portugal |
| Niederlande                                                              | van de Donk (78.) | J. Silva (56.), Gomes (84.) | Portugal |
| Niederlande                                                              | Spieler des Spiels: Stefanie van der Gragt (Niederlande) | | Portugal |
| 1. Spieltag                                                              | | |          |
| 23. Juli um 19:30 Uhr (09:30 Uhr MESZ) in Dunedin (Forsyth Barr Stadium) | | |          |
| Zuschauer: 11.991                                                        | | |          |
| Schiedsrichterin: Kateryna Monsul ( Ukraine) 2                           | | |          |
| Spielbericht                                                             | | |          |

## USA – Niederlande 1:1 (0:1)
| USA                                                                                | USA | Niederlande | Niederlande |
| ---------------------------------------------------------------------------------- | --- | --- | ----------- |
| Vereinigte Staaten                                                                 | \| 2. Spieltag \| \| 27. Juli um 13:00 Uhr (03:00 Uhr MESZ) in Wellington (Wellington Regional Stadium) \| \| Zuschauer: 27.312 \| \| Schiedsrichterin: Yoshimi Yamashita ( Japan) 3 \| \| Spielbericht \|     | \| 2. Spieltag \| \| 27. Juli um 13:00 Uhr (03:00 Uhr MESZ) in Wellington (Wellington Regional Stadium) \| \| Zuschauer: 27.312 \| \| Schiedsrichterin: Yoshimi Yamashita ( Japan) 3 \| \| Spielbericht \| | Niederlande |
| Vereinigte Staaten                                                                 | Alyssa Naeher – Emily Fox, Julie Ertz, Naomi Girma, Crystal Dunn – Savannah DeMelo (46. Rose Lavelle), Andi Sullivan, Lindsey Horan – Trinity Rodman, Alex Morgan, Sophia Smith Cheftrainer: Vlatko Andonovski | Daphne van Domselaar – Sherida Spitse, Stefanie van der Gragt (46. Aniek Nouwen), Dominique Janssen – Jackie Groenen, Victoria Pelova (87. Kerstin Casparij), Jill Roord (90.+4' Renate Jansen), Daniëlle van de Donk, Esmee Brugts – Katja Snoeijs (71. Damaris Egurrola), Lieke Martens Cheftrainer: Andries Jonker | Niederlande |
| Vereinigte Staaten                                                                 | 1:1 Horan (62.) | 0:1 Roord (17.) | Niederlande |
| Vereinigte Staaten                                                                 | Lavelle (51.) | | Niederlande |
| Vereinigte Staaten                                                                 | 100. Länderspiel von Jackie Groenen | | Niederlande |
| Vereinigte Staaten                                                                 | Spieler des Spiels: Jill Roord (Niederlande) | | Niederlande |
| 2. Spieltag                                                                        | | |             |
| 27. Juli um 13:00 Uhr (03:00 Uhr MESZ) in Wellington (Wellington Regional Stadium) | | |             |
| Zuschauer: 27.312                                                                  | | |             |
| Schiedsrichterin: Yoshimi Yamashita ( Japan) 3                                     | | |             |
| Spielbericht                                                                       | | |             |

## Portugal – Vietnam 2:0 (2:0)
| Portugal                                                             | Portugal | Vietnam | Vietnam |
| -------------------------------------------------------------------- | --- | --- | ------- |
| Portugal                                                             | \| 2. Spieltag \| \| 27. Juli um 19:30 Uhr (09:30 Uhr MESZ) in Hamilton (Waikato Stadium) \| \| Zuschauer: 6.645 \| \| Schiedsrichterin: Salima Mukansanga ( Ruanda) 4 \| \| Spielbericht \|                                                                                              | \| 2. Spieltag \| \| 27. Juli um 19:30 Uhr (09:30 Uhr MESZ) in Hamilton (Waikato Stadium) \| \| Zuschauer: 6.645 \| \| Schiedsrichterin: Salima Mukansanga ( Ruanda) 4 \| \| Spielbericht \| | Vietnam |
| Portugal                                                             | Patrícia Morais – Ana Borges , Ana Seiça (90. Sílvia Rebelo), Carole, Lúcia Alves – Tatiana Pinto, Andreia Jacinto (90. Ana Rute), Joana Marchão, Kika Nazareth (69. Ana Capeta) – Jéssica Silva (69. Andreia Norton), Telma Encarnação (75. Carolina Mendes) Cheftrainer: Francisco Neto | Trần Thị Kim Thanh – Trần Thị Thu Thảo, Lương Thị Thu Thương (72. Chương Thị Kiều), Lê Thị Diễm My, Trần Thị Thu, Hoàng Thị Loan – Nguyễn Thị Bích Thùy (64. Ngân Thị Vạn Sự), Dương Thị Vân (64. Trần Thị Hải Linh), Thái Thị Thảo, Nguyễn Thị Thanh Nhã – Huỳnh Như (72. Phạm Hải Yến) Cheftrainer: Mai Đức Chung | Vietnam |
| Portugal                                                             | 1:0 Encarnação (7.) 2:0 Nazareth (21.) | | Vietnam |
| Portugal                                                             | Borges (86.) | | Vietnam |
| Portugal                                                             | Spieler des Spiels: Telma Encarnação (Portugal) | | Vietnam |
| 2. Spieltag                                                          | | |         |
| 27. Juli um 19:30 Uhr (09:30 Uhr MESZ) in Hamilton (Waikato Stadium) | | |         |
| Zuschauer: 6.645                                                     | | |         |
| Schiedsrichterin: Salima Mukansanga ( Ruanda) 4                      | | |         |
| Spielbericht                                                         | | |         |

## Portugal – USA 0:0
| Portugal                                                      | Portugal | USA | USA |
| ------------------------------------------------------------- | --- | --- | --- |
| Portugal                                                      | \| 3. Spieltag \| \| 1. August, 19:00 Uhr (09:00 Uhr MESZ) in Auckland (Eden Park) \| \| Zuschauer: 42.958 \| \| Schiedsrichterin: Rebecca Welch ( England) 5 \| \| Spielbericht \|                                                                                      | \| 3. Spieltag \| \| 1. August, 19:00 Uhr (09:00 Uhr MESZ) in Auckland (Eden Park) \| \| Zuschauer: 42.958 \| \| Schiedsrichterin: Rebecca Welch ( England) 5 \| \| Spielbericht \| | USA |
| Portugal                                                      | Inês Pereira – Ana Borges, Diana Gomes, Carole, Catarina Amado (89. Joana Marchão) – Dolores Silva , Tatiana Pinto, Andreia Norton (81. Telma Encarnação), Kika Nazareth (62. Andreia Jacinto) – Jéssica Silva, Diana Silva (89. Ana Capeta) Cheftrainer: Francisco Neto | Alyssa Naeher – Emily Fox, Julie Ertz, Naomi Girma, Crystal Dunn (90.+7' Kelley O’Hara) – Rose Lavelle, Andi Sullivan, Lindsey Horan (84. Emily Sonnett) – Lynn Williams (84. Trinity Rodman), Alex Morgan (90.+7' Alyssa Thompson), Sophia Smith (61. Megan Rapinoe) Cheftrainer: Vlatko Andonovski | USA |
| Portugal                                                      | Carole (56.), Gomes (72.), Amado (86.) | Lavelle (39.), Smith (52.), Girma (81.) | USA |
| Portugal                                                      | Spieler des Spiels: Alex Morgan (USA) | | USA |
| 3. Spieltag                                                   | | |     |
| 1. August, 19:00 Uhr (09:00 Uhr MESZ) in Auckland (Eden Park) | | |     |
| Zuschauer: 42.958                                             | | |     |
| Schiedsrichterin: Rebecca Welch ( England) 5                  | | |     |
| Spielbericht                                                  | | |     |

## Vietnam – Niederlande 0:7 (0:5)
| Vietnam                                                                   | Vietnam | Niederlande | Niederlande |
| ------------------------------------------------------------------------- | --- | --- | ----------- |
| Vietnam                                                                   | \| 3. Spieltag \| \| 1. August um 19:00 Uhr (09:00 Uhr MESZ) in Dunedin (Forsyth Barr Stadium) \| \| Zuschauer: 8.215 \| \| Schiedsrichterin: Ivana Martinčić ( Kroatien) 6 \| \| Spielbericht \| | \| 3. Spieltag \| \| 1. August um 19:00 Uhr (09:00 Uhr MESZ) in Dunedin (Forsyth Barr Stadium) \| \| Zuschauer: 8.215 \| \| Schiedsrichterin: Ivana Martinčić ( Kroatien) 6 \| \| Spielbericht \| | Niederlande |
| Vietnam                                                                   | Trần Thị Kim Thanh (46. Khổng Thị Hằng) – Trần Thị Thu Thảo, Lương Thị Thu Thương (28. Chương Thị Kiều), Lê Thị Diễm My, Trần Thị Thu, Hoàng Thị Loan (28. Nguyễn Thị Mỹ Anh) – Nguyễn Thị Bích Thùy (60. Nguyễn Thị Tuyết Dung), Dương Thị Vân, Trần Thị Hải Linh, Nguyễn Thị Thanh Nhã – Phạm Hải Yến (60. Huỳnh Như) Cheftrainer: Mai Đức Chung | Daphne van Domselaar – Sherida Spitse (73. Caitlin Dijkstra), Stefanie van der Gragt, Dominique Janssen – Jackie Groenen (62. Damaris Egurrola), Victoria Pelova (46. Kerstin Casparij), Jill Roord, Daniëlle van de Donk (46. Wieke Kaptein), Esmee Brugts (80. Merel van Dongen) – Katja Snoeijs, Lieke Martens Cheftrainer: Andries Jonker | Niederlande |
| Vietnam                                                                   | 0:1 Martens (8.) 0:2 Snoeijs (11.) 0:3 Brugts (18.) 0:4 Roord (23.) 0:5 van de Donk (45.) 0:6 Brugts (57.) 0:7 Roord (83.) | | Niederlande |
| Vietnam                                                                   | Dương (83.) | | Niederlande |
| Vietnam                                                                   | Spieler des Spiels: Esmee Brugts (Niederlande) | | Niederlande |
| 3. Spieltag                                                               | | |             |
| 1. August um 19:00 Uhr (09:00 Uhr MESZ) in Dunedin (Forsyth Barr Stadium) | | |             |
| Zuschauer: 8.215                                                          | | |             |
| Schiedsrichterin: Ivana Martinčić ( Kroatien) 6                           | | |             |
| Spielbericht                                                              | | |             |